# When They Were 21
When They Were 21 è un cortometraggio muto del 1915 sceneggiato, prodotto e diretto da Carl Francis Lederer.

## Produzione
Il film fu prodotto dalla Vitagraph Company of America.

## Distribuzione
Distribuito dalla General Film Company, il film uscì nelle sale cinematografiche statunitensi il 1º maggio 1915.